# Henan'an
Henan'an (kinesiska: 河南岸)  är ett stadsdelsdistrikt i sydöstra Kina. Det ligger i stadsdistriktet Huicheng i staden Huizhou i provinsen Guangdong, omkring 120 kilometer öster om provinshuvudstaden Guangzhou. Antalet invånare är 181 755. Befolkningen består av 86 739 kvinnor och 95 016 män. Barn under 15 år utgör 18,0 %, vuxna 15-64 år 78 %, och äldre över 65 år 3,0 %.